# احمدآباد شیخ
احمدآباد شیخ، روستایی از توابع بخش جلگه‌رخ شهرستان تربت حیدریه در استان خراسان رضوی ایران است.

## جمعیت
این روستا در دهستان بالارخ قرار دارد و براساس سرشماری مرکز آمار ایران در سال ۱۳۸۵، جمعیت آن ۲۰۸ نفر (۵۷خانوار) بوده‌است.